# Lantabat
Lantabat (baskisch Landibarre – Tal der Heide) ist eine französische Gemeinde mit 287 Einwohnern (Stand 1. Januar 2022) im Département Pyrénées-Atlantiques in der Region Nouvelle-Aquitaine. Sie gehört zum Arrondissement Bayonne und zum Kanton Pays de Bidache, Amikuze et Ostibarre (bis 2015: Iholdy). Die Einwohner des Ortes werden Landibartar genannt.

## Geografie
Ortsteile sind: Azkonbegi (Ascombeguy), Behaune, Gasteluzahare, Haltacolepua, Ilharre Mounko, Saint-Étienne, Saint-Martin. Nachbargemeinden sind: Beyrie-sur-Joyeuse und Méharin im Norden, Armendarits und Iholdy im Nordwesten, Orsanco und Ostabat-Asme im Osten, Suhescun im Westen, Ainhice-Mongelos im Südwesten und Larceveau-Arros-Cibits im Süden.

## Geschichte
Die Baronie Landabat war ein Lehen des Königreichs Navarra.

### Bevölkerungsentwicklung
- 1962: 402
- 1968: 408
- 1975: 339
- 1982: 313
- 1990: 307
- 1999: 284
- 2006: 293

## Sehenswürdigkeiten
- frühgeschichtliche Ausgrabungsstätte in Haltacolepua und Ilharre Mounko
- frühgeschichtliche Festungsmauer in Gasteluzahare
- Maison de maître dite Elizeiria (14. Jahrhundert)
- Maison forte Donozteia (14. Jahrhundert)
- Bauernhöfe Elizeiriko Borda und Iturburua (17. Jahrhundert)
- Häuser aus dem 17.–19. Jahrhundert
- Kapelle Saint-Cyprien d'Ascombeguy (12. Jahrhundert)
- Kapelle Saint-Étienne (12.–18. Jahrhundert)
- Kirche Saint-Martin-de-Tours (18./19. Jahrhundert)